# 조서 (여말선초)
조서(趙敍, 1370년 ~ 1429년)는 조선 초의 문신이다. 본관은 본래 영흥(永興)이었다가 나중에 한양(漢陽)으로 바꿨으며, 조선 개국공신 조영무(趙英茂)의 아들이다.

## 이력
1399년(정종 원년) 식년문과에 동진사(同進士)로 급제하여 봉상시박사(奉常寺博士)로 발탁되었다가, 여러 번 이조(吏曹)와 병조(兵曹)의 의랑(議郞)을 역임했다.
1404년(태종 4) 우사간대부(右司諫大夫)에 임명되었다가, 이후 예조우참의(禮曹右參議), 동부대언(同副代言), 이조참의(吏曹參議), 예문관학(藝文館提學)을 거쳤다.
1429년(세종 29) 중군동지총제(中軍同知摠制)에 임명되었으나, 같은 해 병으로 60세에 졸했다.
시호는 안정(安靖)이다.

## 가족
- 증조 - 조순후(趙珣厚)[4] : 증(贈) 참찬문하부사(參贊門下府事)
  - 조부 - 조세진(趙世珍)[4] : 증 한산백(漢山伯)
    - 아버지 - 조영무(趙英茂, ? ~ 1414년) : 한산부원군(漢山府院君), 충무공(忠武公)
    - 어머니 - 강희(康熙)의 딸[4]
      - 동생 - 조질(趙秩)[4] : 좌군도총제(左軍都摠制)
      - 이복 동생 - 조전(趙琠)[4]
      - 동생 - 조륜(趙倫)[4]
      - 동생 - 조리(趙理)[4]
      - 부인 - 영원군(永原君) 왕전(王塡)의 딸[4]
        - 첫째 사위 - 김영철(金永轍) : 목사(牧使)[4]
        - 둘째 사위 - 한질(韓石+失) : 정랑(正郞)[4]